# Milesina carpatorum
Milesina carpatorum är en svampart som beskrevs av Hyl., Jørst. & Nannf. 1953. Milesina carpatorum ingår i släktet Milesina och familjen Pucciniastraceae.   Inga underarter finns listade i Catalogue of Life.